# Sturzkampfgeschwader 1
Das Sturzkampfgeschwader 1 war ein Verband der Luftwaffe der Wehrmacht im Zweiten Weltkrieg. Als Sturzkampfgeschwader, ausgestattet mit Sturzkampfbombern vom Typ Junkers Ju 87, führte es Luftangriffe im Sturzflugverfahren, mit Bomben, auf zugewiesene Ziele durch. Das Geschwader beteiligte sich am Überfall auf Polen, dem Überfall auf Norwegen, dem Westfeldzug, der Luftschlacht um England, am Balkanfeldzug und am Deutsch-Sowjetischen Krieg. Es wurde am 18. Oktober 1943 in Schlachtgeschwader 1 umbenannt.

## Aufstellung
Der Geschwaderstab des Sturzkampfgeschwaders 1 entstand am 18. November 1939 in Jüterbog (Lage), durch Umbenennung des Geschwaderstabes des Lehrgeschwaders 2. Zu dieser Zeit existierte schon die I. Gruppe des Geschwaders, die am 1. Mai 1939 in Insterburg (Lage) aus der I. Gruppe des Sturzkampfgeschwaders 160 gebildet wurde. Die II. und III. Gruppe wurden am 9. Juli 1940 im vom Deutschen Reich besetzten Frankreich aufgestellt. So wechselte die III. Gruppe des Sturzkampfgeschwaders 51 in Pas-de-Calais als II. Gruppe zum Geschwader. Ebenso die I. Gruppe der Trägergruppe 186 die in Falaise als III. Gruppe zum Geschwader kam. Das Geschwader war während seiner gesamten Zeit des Bestehens mit der Junkers Ju 87 in verschiedenen Versionen ausgestattet. Die Geschwaderkennung war A5.

## Gliederung
Das Geschwader hatte am 5. Juli 1943 einen Geschwaderstab, die I. bis III. Gruppe und eine Panzerjagdstaffel/Sturzkampfgeschwader 1. Die drei Gruppen waren in Staffeln unterteilt. Die 1. bis 3. Staffel gehörte der I. Gruppe, die 4. bis 6. Staffel der II. Gruppe und die 7. bis 9. Staffel der III. Gruppe an. Jede Staffel, geführt durch ein Staffelkapitän, war in drei Schwärme mit je vier Flugzeugen unterteilt. Daraus ergab sich eine Sollstärke der Sturzkampfgruppe von 36 Flugzeugen in den drei Staffeln und 3 Flugzeugen für die Gruppenstabsstaffel mit dem Gruppenkommandeur. Dies ergab bei drei Sturzkampfgruppen eine Sollstärke von 117 Flugzeugen und 9 Flugzeuge für den Geschwaderkommodore und seinen Stab sowie 9 Flugzeuge für die Panzerjagdstaffel. Daraus ergibt sich eine Sollstärke von 135 Flugzeugen zu dieser Zeit.

## Geschichte

### Überfall auf Polen
Bei Beginn des deutschen Überfalls auf Polen am 1. September 1939 war die I. Gruppe des Sturzkampfgeschwaders 1 dem Luftwaffenkommando Ostpreußen der Luftflotte 1 unterstellt. Vom Fliegerhorst Grieslienen (Lage) aus, flog das Geschwader mit der Junkers Ju 87B die ersten Luftangriffe. Dabei handelte es sich um einen einmotorigen Sturzkampfbomber dessen Jumo 211D 1200 PS leistete und eine Höchstgeschwindigkeit von 390 km/h ermöglichte. Bewaffnet mit zwei 7,92-mm-MG 17 starr in den Tragflächenknicken und ein 7,92-mm-MG 15 beweglich im Heckstand konnte eine einzelne Bombe von bis zu 500 kg unter dem Rumpf (Überlast: bis 1000 kg) oder eine 250-kg-Bombe unter dem Rumpf und vier 50-kg-Bomben unter den Tragflächen ins Ziel gebracht werden.
Der erste Luftangriff der 1. und 3. Staffel des Geschwaders galt der Weichselbrücke Dirschau, da das geplante Kommandounternehmen zur Eroberung der Brücke gescheitert war. Später zerstörte das Geschwader die Funkstation bei Babice und attackierte Flugplätze bei Krakau. Am 3. September unterstützte es die 3. Armee der Heeresgruppe Nord bei den Kämpfen um Mława, in dem es die Bunker der polnischen Armee Modlin bekämpfte. Am 8. und 9. September beteiligte es sich an der Schlacht bei Radom, bei der große Teile der polnischen Armee Prusy eingeschlossen wurden.
Am 29. September 1939 endeten mit der Verlegung nach Köln-Wahn, die Kampfhandlungen für das Geschwader.

### Überfall auf Norwegen

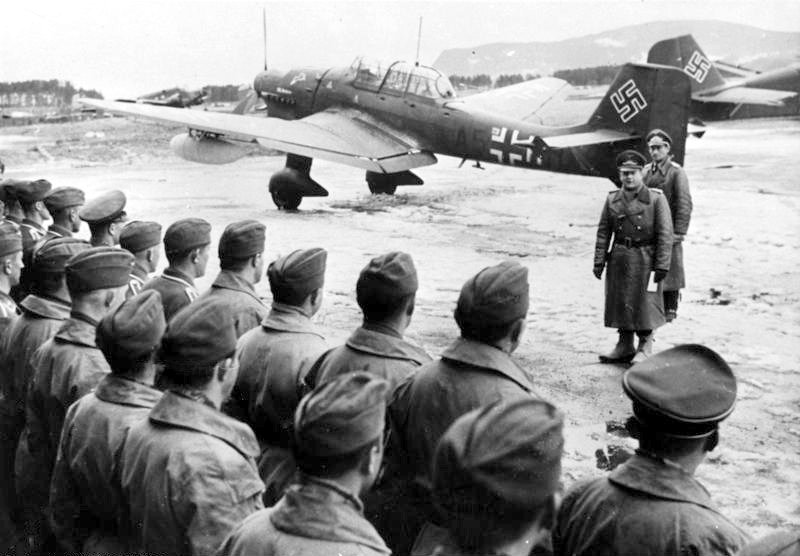
Erhard Milch vor Fliegern des Sturzkampfgeschwaders 1 auf dem norwegischen Flugplatz Trondheim. Im Hintergrund eine Junkers Ju 87R.

Während des Unternehmen Weserübung, dem Überfall auf Dänemark und Norwegen ab dem 9. April 1940, erhielt das Geschwader seine Befehle vom X. Fliegerkorps. Die I. Gruppe ging mit 39 Junkers Ju 87 der B und der R-Serie in die Kampfhandlungen. Bei der R-Serie handelte es sich um eine Junkers Ju 87B mit je 300 l Zusatztanks unter den Tragflächen zur Verdopplung der Reichweite auf 1100 km und einer begrenzten Bombenlast auf 500 kg.
Nachdem der erste Luftangriff auf die Festungen Oscarsborg und Akershus am 9. April vom Fliegerhorst Kiel-Holtenau (Lage) aus geflogen wurde, verlegte das Geschwader am gleichen Tag auf den besetzten norwegischen Flugplatz Trondheim-Vaernes. (Lage) Als britische Truppen von See her das norwegische Namsos besetzten, flog das Geschwader am 20. April 1940 Luftangriffe und zerstörten den gesamten Ort. Bei einem weiteren Luftangriff am 30. April attackierte es die britische Flak-Sloop Bittern, die dabei so schwer beschädigt wurde, das sie sich selbst versenkte. Nachdem die Alliierten ihre Truppen aus Namsos per Schiff evakuierten versenkte die 1. Staffel am 3. Mai den französischen Zerstörer Bison und den britischen Zerstörer Afridi (Lage). Dabei kamen von der Bison 136 und von der Afridi 92 Besatzungsangehörige ums Leben. Anschließend griff das Geschwader in die Schlacht um Narvik ein, als es am 15. Mai den alliierten Frachter Chrobry (11.442 BRT) angriff, der Nachschub nach Narvik bringen sollte. Die Kampfhandlungen in Norwegen endeten für das Geschwader am 20. Juni 1940.

### Westfeldzug
Der Stab des Sturzkampfgeschwaders 1 war während des Westfeldzugs ab dem 10. Mai 1940 dem II. Fliegerkorps der Luftflotte 3 zugeteilt. In Ermangelung geschwadereigenen Verbänden waren ihm die II. Gruppe des Sturzkampfgeschwaders 2 und die I. Gruppe der Trägergruppe 186 zugeteilt. Ab dem 20. Juni verlegte die I. Gruppe des Geschwaders zum Geschwaderstab in den besetzten Teil Frankreichs. Mit dem Waffenstillstand vom 22. Juni 1940 endeten die Kampfhandlungen für das Geschwader gegen Frankreich.

### Luftschlacht um England
Nachdem das Geschwader am 9. Juli 1940 eine II. und III. Gruppe bekommen hatte, bereitete es sich auf die bevorstehende Luftschlacht um England vor. Dazu wurden die einzelnen Gruppen auf Fliegerhorste im besetzten Frankreich vorgezogen, da die hauptsächliche verwendete Junkers Ju 87R, trotz Zusatztanks unter den Tragflächen nur eine Eindringtiefe von rund 550 km hatte. So lag der Geschwaderstab und die I. Gruppe in Angers (Lage), die II. Gruppe in Pas-de-Calais und die III. Gruppe in Falaise (Lage). Dem VIII. Fliegerkorps der Luftflotte 3 unterstehend, hatte das Geschwader 80 Maschinen in seinem Bestand, davon 55 einsatzbereit.
In der ersten Phase der Auseinandersetzung, ab dem 7. Juli 1940 flog das Geschwader Luftangriffe auf feindliche Schiffe oder Schiffsgeleite im Ärmelkanal. Dabei wurde es durch Jagdflugzeuge, die den Jagdschutz übernahmen, begleitet. Am 13. Juli flogen Teile des Geschwaders, begleitet durch Jagdflugzeuge des Jagdgeschwaders 51, einen Luftangriff auf den britischen Geleitzug CW 5. Dabei erhielt der Zerstörer Vanessa einen Nahtrefer und fiel bis November 1940 aus. Bei einem weiteren Luftangriff am 19. Juli erhielt der Zerstörer Beagle zahlreiche Nahtreffer die zu Schäden am Kompass und an den Kesseln führten. Am 21. Juli griff die II. Gruppe unter Jagdschutz in der Straße von Dover den britischen Schiffskonvoi CW 7 an. Dabei erhielt der Begleitzerstörer Brazen einen Nahtreffer und wurde manövrierunfähig. Nachdem der Zerstörer Boreas die gesamte Besatzung übernommen hatte, versuchte ein Schlepper die Brazen in einen nahegelegenen Haen zu schleppen. Dabei erhielt sie einen Bombentreffer auf das Deck und sank. Aus dem Folgegeleitzug CW 8 versenkte die III. Gruppe zusammen mit der 11. Staffel des Lehrgeschwaders 1 die Frachter Corhaven (960 BRT), Henry Moon (1091 BRT), Leo (1140 BRT), Polgrange (804 BRT) und Portslade (1091 BRT) und beschädigte vier weitere, darunter die Zerstörer Boreas und Brillant. Ein weiterer Luftangriff am 26. Juli blieb erfolglos, eine Junkers Ju 87 wurde abgeschossen. Am 29. Juli griff eine Formation von sechs Sturzkampffliegerstaffeln der II. Gruppe, der IV. Gruppe des Lehrgeschwaders 1 und der II. Gruppe des Sturzkampfgeschwaders 3 den Hafen von Dover an. Dabei konnte lediglich die Jacht Gulzar, die als Patrouillenboot Dienst tat, und das Küstenmotorschiff Sandhurst zerstört werden. Am 8. August erfolgte ein Luftangriff auf das Geleit CW 9. Die II. und die III. Gruppe des Geschwaders attackierten den aus 20 Frachtschiffen und 9 Kriegsschiffen bestehenden Konvoi. Dabei sanken im ersten Anlauf der niederländische Frachter Ajax und der britische Frachter Coquetdale, während zwei Flugzeuge verlorengingen. Bei einem weiteren Luftangriff auf denselben Geleitzug am Abend wurden der U-Boot-Jäger Cape Palliser und der Trawler Rion schwer beschädigt. Mit dem Luftangriff am 11. August auf einen Geleitzug in der Themsemündung, bei dem die Marinetrawler Tamarisk und Pyrope unter dem Verlust von 12 Seemännern sanken, endete diese erste oder auch frühe Phase der Luftschlacht um England.
Am 13. August begann die zweite Phase des Konflikts, der direkt auf die Bekämpfung der britischen Jagdflieger auf ihren Basen und der Flugzeugindustrie abzielte. So sollte das Geschwader die Militärflugplätze in Warmwell und Yeovil attackieren, änderte aber auf dem Anflug seinen Kurs auf Portland. Die II. Gruppe sollte Ziele bei Rochester angreifen, fand diese aber nicht. Am Folgetag, dem 14. August flog die II. Gruppe, zusammen mit der IV. Gruppe des Lehrgeschwaders 1 einen Luftangriff auf Dover, bei dem das Feuerschiff Goodwin versenkt wurde. Dabei kam es zu schweren Luftkämpfen zwischen den deutschen Begleitjägern und britischen Jägern. Diese Taktik beibehaltend griff das Geschwader am 15. August die Militärflugplätze Hawkinge, Lympne und Warmwell an. Den Begleitschutz stellten 60 Messerschmitt Bf 109 der Jagdgeschwader 27 und 53. Aufgrund dessen ging nur ein Sturzkampfbomber verloren. Einen Tag später war die Radar-Station in Ventnor und der Seefliegerhorst in Lee-on-Solent das Ziel.
Im November 1940 verlegte das Geschwader auf Flugplätze im vom Deutschen Reich besetzten Belgien und die Niederlande. Der Stab, die II. und die III. Gruppe lagen in Oostende-Middelkerke (Lage) und die I. Gruppe in Bergen-op-Zoom. (Lage) Von hier aus nahm das Geschwader wieder die Schiffsbekämpfung im Ärmelkanal und der Nordsee auf. Insgesamt versenkte es im November nur kleinere Schiffe, wie die Torbay II (83 BRT), die Tillburyness (279 BRT), die Letchworth (1317 BRT) und das Feuerschiff East Oaze. Die Sloop Pintail wurde schwer beschädigt.

### Belagerung von Malta
Die I. Gruppe des Geschwaders verlegte am 26. Dezember in das faschistische Italien, das durch den Dreimächtepakt ein Verbündeter des Deutschen Reiches war. Dem X. Fliegerkorps unterstellt, nahm es vom Fliegerhorst Trapani-Milo (Lage) aus, an der Bekämpfung der vom Vereinigten Königreich besetzten Mittelmeerinsel Malta teil. Weitere Ziele waren der britische Schiffsverkehr in der Straße von Sizilien.
Am Nachmittag des 10. Januar 1941 griff eine größere Formation Sturzkampfbomber der I. Gruppe, zusammen mit der II. Gruppe des Sturzkampfgeschwaders 2 den Flugzeugträger Illustrious an, der Teil der Sicherung eines Nachschubkonvois für Malta war. Sechs direkte Treffer und drei Nahtreffer setzten den Träger außer Gefecht. Es brachen schwere Brände an Bord aus und die Abwehrbewaffnung wurde zur Hälfte ausgeschaltet. Der Träger, dessen Ruderanlage beschädigt worden war, verließ die Flotte und lief nach Malta ab, geleitet von den Zerstörern Hasty und Jaguar. Auf dem Weg erneut angegriffen, erreichte er den Grand Harbour in der Nacht zum 11. Januar. Die Verluste an Bord betrugen 126 Tote und 91 Verwundete. Bei diesen Luftangriffen stürzte Feldwebel Gerhard Grenzel von der 2. Staffel mit seiner Junkers Ju 87R-1 (Geschwaderkennung A5+DK) nahe der Insel Pantelleria ins Meer und verstarb. Er hatte am 8. Mai 1940 als erster Unteroffizier der Wehrmacht das Ritterkreuz des Eisernen Kreuzes erhalten. Am 18. Januar attackierte die I. Gruppe unter dem Verlust eines Sturzkampfbombers den britischen Militärflugplatz Luqa auf Malta. Einen Tag später griff sie den Hafen von La Valletta an und traf erneut die schon beschädigte Illustrious mit einem Direkttreffer und mehreren Nahtreffern.
Ab dem 22. Februar verlegten der Geschwaderstab, die II. und III. Gruppe ebenfalls in das italienische Trapani-Milo und griffen von hier aus in die Kämpfe um Malta mit ein. So griff die II. Gruppe am 26. Februar erneut den Militärflugplatz Luqa an und zerstörte mehrere Hangars und Werkstätten sowie einen Teil der abgestellten Flugzeuge. Drei Sturzkampfbomber gingen dabei verloren. Die III. Gruppe attackierte unterdessen den Geleitzug MW 6 und beschädigte zwei Frachter. Die Luftangriffe auf Malta nahmen von ihrer Intensität her ständig ab. So verließ die I. Gruppe am 13. Februar und die II. Gruppe im März den Kampfraum um Malta. Lediglich die III. Gruppe führte bis zum 9. Mai Luftangriffe auf die Insel selbst, oder deren Versorgungskonvois, durch.

### Balkanfeldzug
Als am 6. April 1940 der Balkanfeldzug begann, stand die I. Gruppe des Geschwaders in den Reihen des VIII. Fliegerkorps der Luftflotte 4. Mit 24 einsatzbereiten Junkers Ju 87R beteiligte es sich, vom bulgarischen Fliegerhorst Krainici (Lage) aus, am Luftangriff auf Belgrad. Bulgarien war zu dieser Zeit aufgrund des Dreimächtepakts ein Verbündeter des Deutschen Reiches. Obwohl die jugoslawische Regierung Belgrad zur offenen Stadt erklärt hatte, führte die Luftwaffe am 6. und 7. April einen mehrere Wellen umfassenden Luftangriff durch. Dabei waren der I. Gruppe Militärflugplätze und Flugabwehrstellungen als Ziel zugewiesen, während die Kampffliegerverbände durch Spreng- und Brandbomben Großbrände in der Innenstadt verursachen sollten, um der nächtlichen zweiten Angriffswelle die „Zielauffindung zu erleichtern“. Dabei kamen tausende Zivilisten ums Leben, nach jugoslawischen Nachkriegsangaben, mindestens 2271. Der verantwortliche Oberbefehlshaber der Luftflotte 4, Generaloberst Alexander Löhr, wurde für dieses Kriegsverbrechen am 16. Februar 1947 vor dem Militärgerichtshof der Föderativen Volksrepublik Jugoslawien, zum Tode verurteilt. Das Urteil wurde zehn Tage später vollstreckt.
Anschließend unterstützte die I. Gruppe die Verbände der 12. Armee beim Durchbruch durch die Metaxas-Linie. Dabei schoss die griechische Luftwaffe mit einem Jagdflugzeug vom Typ PZL P.11 eine Junkers Ju 87 ab.
Ab dem 12. Mai versammelte sich der Geschwaderstab und die I. bis III. Gruppe unter dem Kommando des VIII. Fliegerkorps der Luftflotte 4 um an der Luftlandeschlacht um Kreta teilzunehmen. Das gesamte Geschwader lag in Argos (Lage), im besetzten Griechenland. Mit drei Verlusten endeten am 1. Juni die Kampfhandlungen. Das Geschwader hatte während der Kampagne die gelandeten Fallschirmjäger am Boden unterstützt und mehrfach erfolglos Luftangriffe auf britische Kriegsschiffe geflogen.

### Nordafrika 1941/42
Am 13. Februar 1941 verlegte die I. Gruppe des Geschwaders auf den libyschen Flugplatz Tripoli Castel Benito und war dort dem Fliegerführer Afrika des X. Fliegerkorps zugeteilt. Italienisch-Libyen war zu dieser Zeit eine italienische Kolonie. Das Deutsche Reich leistete dem Königreich Italien aufgrund des Dreimächtepakts militärische Unterstützung im Afrikafeldzug gegen das Vereinigte Königreich. Ab Februar wurden im Rahmen des Unternehmens Sonnenblume deutsche Heeres- und Luftwaffeneinheiten nach Libyen verlegt.

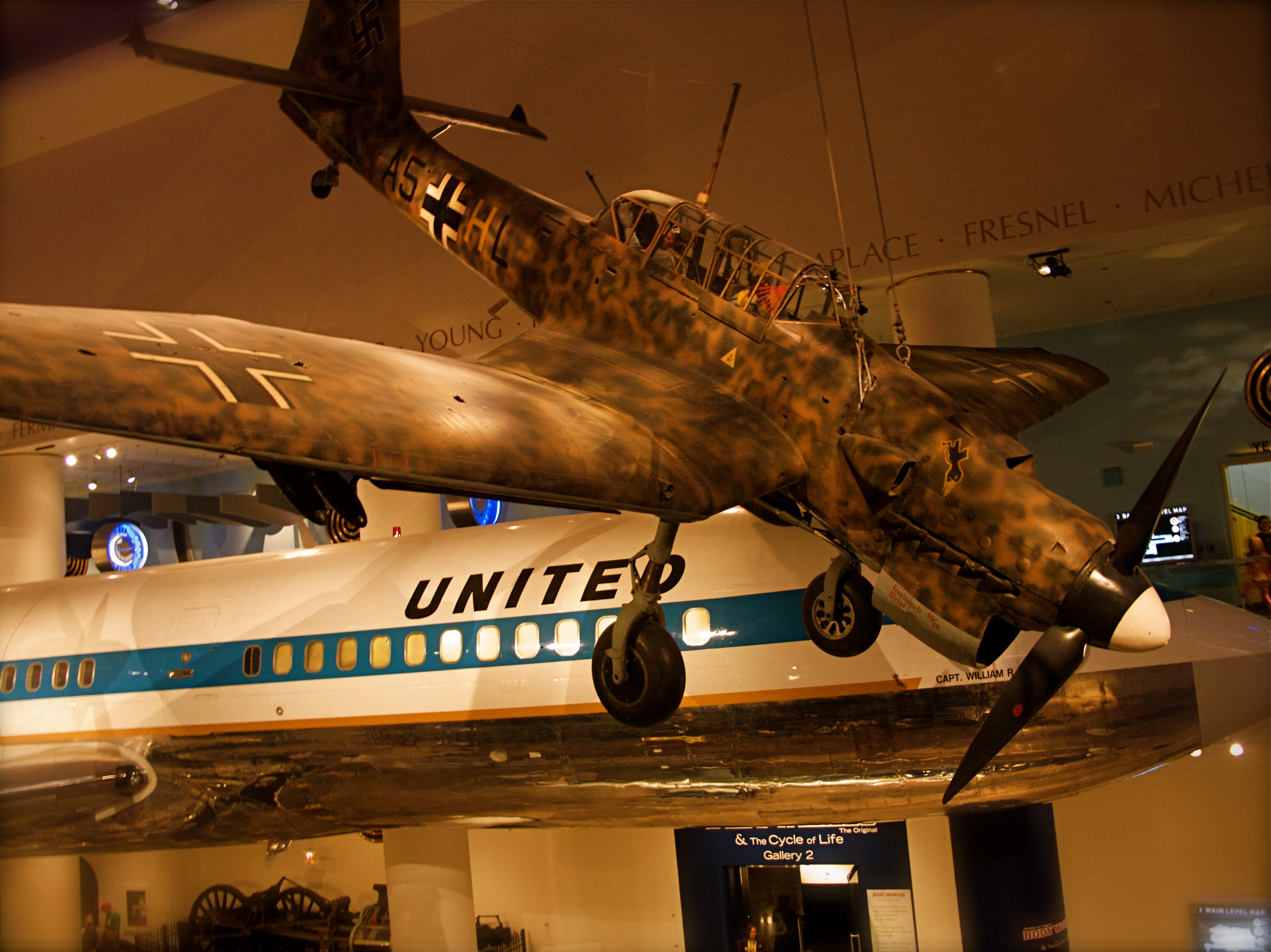
Junkers Ju 87 der I. Gruppe des Sturzkampfgeschwaders 1 in Wüstentarnung im Museum of Science and Industry in Chicago

Erste Luftangriffe am 19. Februar galten feindlichen Stellungen in Brega und am 22. Februar dem Hafen von Bengasi. Dort wurde der Monitor Terror der Royal Navy beschädigt. In der Nähe des Arco dei Fileni griff es zudem britische Kolonnen auf dem Rückzug an. Im April 1941 verließ die I. Gruppe den afrikanischen Kontinent und verlegte nach Griechenland, wo sie an der Luftlandeschlacht um Kreta teilnahm.
Ab dem 23. April verlegte die III. Gruppe des Geschwaders auf den nordafrikanischen Kriegsschauplatz, als sie den libyschen Fliegerhorst Derna bezog. Sie blieb aber nur bis zum 23. Mai 1941 dort und ging dann nach Griechenland, wo sie an der Luftlandeschlacht um Kreta teilnahm.
Am 17. Juni kehrte die I. Gruppe des Geschwaders nach Nordafrika zurück und bezog den Fliegerhorst Derna als Basis. Sie blieb bis zum 13. Januar 1942 unter ihrem Namen in Nordafrika stationiert und nahm in dieser Zeit an allen Unternehmen zusammen mit dem Afrikakorps, später erweitert zur Panzergruppe Afrika, teil. So unterstützte sie die deutschen und italienischen Truppen bei der Belagerung von Tobruk, der Schlacht von Sollum und der Abwehr der britischen Gegenoffensive 1941/42. Am 13. Januar 1942 erhielt die I. Gruppe des Geschwaders die neue Bezeichnung II. Gruppe des Sturzkampfgeschwaders 3 und verließ damit den Geschwaderverband.

### Deutsch-Sowjetischer Krieg
1941
Als am 22. Juni das Deutsche Reich die Sowjetunion überfiel, war das Geschwader mit dem Geschwaderstab, der II. und der III. Gruppe beteiligt. Diese erhielten ihrer Befehle vom VIII. Fliegerkorps der Luftflotte 2. Vom Fliegerhorst Dubowo/Süd aus flogen sie die ersten Einsätze an der mittleren Ostfront. Das Geschwader war mit der Junkers Ju 87 in der Ausführung B und R ausgestattet. In der Variante B-2 verfügte der Sturzkampfbomber über einen Jumo 211D-Motor mit 1200 PS Startleistung, der ihm eine Höchstgeschwindigkeit von 400 km/h verlieh. Das mitführen von einer einzelnen Bombe von bis zu 500 kg unter dem Rumpf (Überlast: bis 1000 kg) oder einer 250-kg-Bombe unter dem Rumpf und vier 50-kg-Bomben unter den Tragflächen war möglich. Die Ausführung R verfügte über 300-l-Zusatztank unter jeder Tragfläche für eine doppelte Reichweite und einer maximalen Bombenlast von 500 kg mit Zusatztanks.
Erste Einsätze galten Militärflugplätzen der sowjetischen Luftstreitkräfte und der Unterstützung der Panzergruppe 3 und der 9. Armee in der Kesselschlacht bei Białystok und Minsk. Dabei musste der Gruppenkommandeur der III. Gruppe, Hauptmann Helmut Mahlke am 24. Juni aus unbekannten Gründen, mit seiner Junkers Ju 87B-2 hinter der Front nahe Minsk notlanden. Er erreichte einen Tag später wieder die deutschen Linien und kehrte auf seinen Posten zurück. Dem weiteren Vormarsch des Heeres folgend, beteiligte dich das Geschwader an der Kesselschlacht bei Smolensk. Neben direkten Luftangriffen auf Feld- und Artilleriestellungen bekämpfte das Geschwader auch Nachschubkolonnen im Hinterland.
Anfang August wechselte das übergeordnete VIII. Fliegerkorps zur Luftflotte 1 in den Nordabschnitt der Ostfront, um dort den Vormarsch des Heeres auf Leningrad zu unterstützen. Dieser mündete ab den 9. September in die Leningrader Blockade. Dabei kam der Gruppenkommandeur der II. Gruppe, Hauptmann Anton Keil ums Leben, als seine Junkers Ju 87R-2 während eines Luftangriffs auf die Bahnstation Skalova von sowjetischen Flugabwehrgeschützen abgeschossen wurde.
Im September bteiligten sich die II. und III. Gruppe an der Einschließung von sowjetischen Truppen bei Kiew, als sie der Panzergruppe 2 den Weg nach Süden bahnten, sodass die 3. Panzer-Division Lochwitza erreichte und dort auf Verbände der Panzergruppe 1 traf.
Als ab dem 2. Oktober die Schlacht um Moskau eingeläutet wurde, befand sich das Geschwader im Verband des II. Fliegerkorps der Luftflotte 2. Vom Fliegerhorst Schatalowka aus, flog es seine Einsätze um zugunsten der 9. Armee und der Panzergruppe 3 zu intervenieren. Bis Anfang Dezember erreichten diese Rschew und Twer, bevor sie infolge der sowjetischen Gegenoffensive wieder zurückweichen mussten. Am Ende des Jahres 1941 hatte das Geschwader seit Juni um die 60 Sturzkampfflugzeuge als Totalverlust zu beklagen.
1942
Zu Beginn des Jahres 1942 lag ein Großteil des Geschwaders zur Neuausstattung und Auffrischung im Deutschen Reich. So hatte der Geschwaderstab und die 6. Staffel ihr Domizil in Schwäbisch Hall und die III. Gruppe in Schweinfurth eingenommen. Lediglich die II. Gruppe mit der 4. und 5. Staffel blieben an der Ostfront auf dem Fliegerhorst Seschtschinskaya stationiert. Das Geschwader erhielt hauptsächlich die Junkers Ju 87D-1. Diese hatte im Vergleich zu den bisher verwendeten Mustern der B und R Reihe zusätzliche Kühler unter den Tragflächen und einen verkleinerten Kühler unter dem Motor. Dazu kam eine verbesserte Panzerung, ein Jumo 211J Motor mit 1420 PS Startleistung und einer Höchstgeschwindigkeit von 408 km/h. Die Treibstoffkapazität reichte jetzt für ≈1400 km Reichweite und die Bombenlast wurde auf bis zu 1800 kg erhöht. Als Heckbewaffnung stand ein bewegliches Zwillings-MG 81 Z zur Verfügung.
Im Februar 1942 kehrten der Geschwaderstab und die III. Gruppe zur Ostfront zurück, als sie auf dem Fliegerhorst Luga-Gostkino einkehrten. Dort erhielten sie ihre Befehle vom I. Fliegerkorps der Luftflotte 1. Am 4. und 5. April beteiligte sich die III. Gruppe am Unternehmen Eisstoß. Dabei griff sie, zusammen mit Teilen von anderen Geschwadern, vom Fliegerhorst Luga-Gorodez aus zweimal die Kriegsschiffe der sowjetischen Baltischen Flotte im Leningrader Hafen an. Bei diesen zwei Luftangriffen beschädigten die Bomber das Schlachtschiff Oktjabrskaja Rewoljuzija durch vier Bombentreffer, den Kreuzer Maksim Gorki durch sieben Treffer mittleren Kalibers, die Kreuzer Kirow und Petropawlowsk und den Zerstörer Silny durch je einen schweren Treffer, sowie den Zerstörer Grosjaschtschi, den Minenleger Marti und das Schulschiff Swir durch leichtere Treffer. Beschädigt wurden außerdem die Zerstörer Stoyki und Swirepy sowie die Unterseeboote M-79, P-2 und P-3. Zeitgleich führte die III. Gruppe des Geschwaders auch Luftangriffe auf die sogenannte „Straße des Lebens“ durch, um die Versorgung des eingeschlossenen Leningrads zu unterbinden und war damit auch mitverantwortlich am Hungertod von etwa 1,1 Millionen ziviler Bewohner der Stadt. Anschließend beteiligte sich die III. Gruppe an der Schlacht am Wolchow, in der die deutsche 18. Armee die sowjetische 2. Stoßarmee einschließen konnte. Weitere Einsätze zu dieser Zeit waren der Entsatzangriff zur Öffnung des Kessels von Demjansk (Unternehmen Brückenschlag), in dem das II. Armeekorps eingeschlossen war. Ab dem 30. April begann der Angriff des XXXIX. Panzerkorps der 16. Armee in Richtung Cholm um die dort eingeschlossenen deutschen Truppen zu entsetzen. Die III. Gruppe des Geschwaders beteiligte sich wiederum an der unmittelbaren Unterstützung des Angriffskeils, so das am 5. Mai der Kessel geöffnet werden konnte.

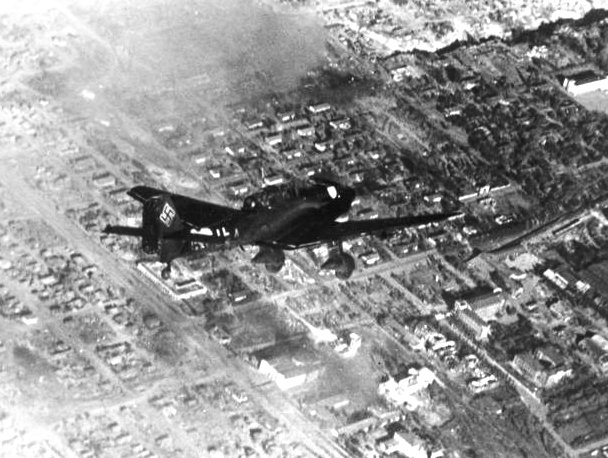
Luftangriff einer Junkers Ju 87 auf Stalingrad

Teile der II. Gruppe lagen Anfang des Jahres unter dem Kommando des VIII. Fliegerkorps auf dem Fliegerhorst Seschtschinskaya im Bereich der Heeresgruppe Mitte. Von dort aus unternahmen sie Luftangriffe auf die vorrückenden Bodentruppen der Roten Armee, die in der Schlacht von Rschew die 9. Armee einkesseln wollten. Ab Mai wechselte auf den Fliegerhorst Charkow-Rogan I im Süden der Ostfront. Immer noch dem VIII. Fliegerkorps unterstellt, flog sie Luftangriffe im Hinterland zur Störung des feindlichen Nachschubs. Bei einer dieser Luftangriffe starb der Gruppenkommandeur Hauptmann Robert-Georg von Malapert-Neufville, als seine Junkers Ju 87R-4 bei einem Luftangriff auf eine Brücke bei Lyuban abgeschossen wurde. Malapert-Neufville konnte seine Maschine noch im Niemandsland zwischen den Fronten notlanden, bevor ihn eine Kugel eines sowjetischen Schützen tödlich traf. Im Juni erhielt die II. Gruppe den Fliegerhorst Woltschansk I als Basis zugewiesen. Von hier aus flog sie ihre ersten Einsätze im Rahmen der am 28. Juni 1942 beginnenden deutschen Offensive zur Eroberung Stalingrads und des Kaukasus. Dem Vormarsch der 6. Armee in Richtung Stalingrad folgend, bezog sie Anfang Oktober den Fliegerhorst Karpowka/West, ungefähr 40 Kilometer westlich von Stalingrad. Von hier aus flog sie am 14. Oktober zusammen mit der II. Gruppe des Sturzkampfgeschwaders 2 und der I. Gruppe des Sturzkampfgeschwaders 77 mehrere Luftangriffe auf das Stadtzentrum von Stalingrad, insgesamt 320 Anflüge, bei denen 600 Tonnen Bomben abgeworfen wurden. Bei dem anschließenden Infanterieangriff konnte das durch die Luftangriffe stark beschädigte Wolgograder Traktorenwerk besetzt werden. Am Folgetag griff die II. Gruppe Artillerie- und Verteidigungsstellungen der sowjetischen 62. Armee im Stalingrader Stadtgebiet an.
Sowjetische Truppen starteten am 19. November 1942 mit der Operation Uranus eine Umfassungsoperation, die am 23. November zur Einkesselung der 6. Armee und Teilen der 4. Panzerarmee führte. Ebenfalls mit eingeschlossen war die II. Gruppe auf ihrem Feldflugplatz Karpowka/West. Es gelang in den nächsten Tagen nur das fliegende Personal auszufliegen. Ein Großteil des Bodenpersonals musste zurückbleiben und beteiligte sich an den verlustreichen Abwehrkämpfen im Kessel von Stalingrad, die sich bis zum 2. Februar 1943 hinzogen. Die entkommenden Reste der II. Gruppe gaben Ende November ihre verbliebenen Sturzkampfbomber an das Sturzkampfgeschwader 2 ab und zogen sich nach Rostow zurück.
1943
Anfang des Jahres 1943 lagen der Geschwaderstab in Luga-Gorodez im Nordabschnitt, die II. Gruppe in Rostow im Südabschnitt und die III. Gruppe in Idriza im Mittelabschnitt der Ostfront. Die II. Gruppe war noch immer ohne Flugzeuge und musste sich der Lage anpassend bald nach Nikolayev zurückziehen. Dort erhielt sie ab Februar neue Junkers Ju 87D-3 und wurde sofort eingesetzt. Der Geschwaderstab und III. Gruppe intervenierten in der Schlacht von Welikije Luki gegen eine Offensive der sowjetischen 3. Stoßarmee.

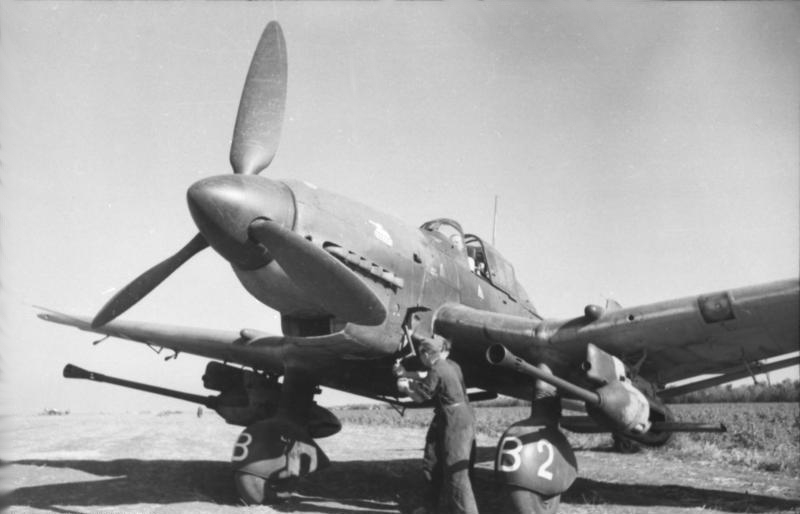
Eine auf die Panzerbekämpfung spezialisierte Junkers Ju 87G-1.

Am 17. Juni 1943 erhielt das Geschwader die I. Gruppe des Sturzkampfgeschwaders 5 als neue I. Gruppe und die 1. Staffel des Versuchskommandos für Panzerbekämpfung als neue selbstständige Panzerjägerstaffel. Diese hatte eine Sollstärke von 9 Junkers Ju 87 in der Version G-1 oder G-2. Diese beiden Versionen waren reine Schlachtflugzeuge die keine Bomben mehr mitführen konnten. Von der Grundstruktur identisch mit der Version D-5 hatten sie als Bewaffnung unter jeder Tragfläche eine 3,7-cm-Kanonen-FlaK 18 und das bewegliche MG 81 Z im Heckstand. Aufgrund dessen waren sie spezialisiert auf die Bekämpfung von Panzern, gepanzerten Fahrzeugen und Eisenbahnen aus der Luft.
In Vorbereitung auf die Schlacht im Kursker Bogen versammelte sich der Geschwaderstab mit der I., II. und III. Gruppe in Karatschew und Orel. Dort waren sie der 1. Fliegerdivision der Luftflotte 6 unterstellt und sollten bei der bevorstehenden Offensive die 9. Armee der Heeresgruppe Mitte unterstützen. Am 22. Mai griff die II. Gruppe mit 36 Sturzkampfbomber den Rangierbahnhof von Kursk an und erlitt schwere Verluste. Insgesamt wurden 8 Ju 87 abgeschossen und 16 beschädigt. Die Besatzungen der abgeschossenen Maschinen blieben, da hinter der Front abgeschossen, größtenteils vermisst.
Am 5. Juli, dem Start der deutschen Offensive verfügte die I. Gruppe über 32, die II. Gruppe über 42 und die III. Gruppe über 42 Sturzkampfbomber. Schwerpunkt der Luftangriffe war der Angriffsstreifen des XXXXI. Panzerkorps der 9. Armee, das gegen die sowjetische 13. und 48. Armee antrat. Bis zum 9. Juli gelangen der unterstellten 4. und 18. Panzer-Division kein strategischer Durchbruch und der Vorstoß lief sich in dem tiefgestaffelten sowjetischen Stellungssystem fest. Als am 12. Juli weiter nördlich die sowjetische Orjoler Operation begann, die zum Abbruch der Offensive und später zur Räumung des Frontbogens von Orel führte, musste das Geschwader seine Fliegerhorste räumen. Bis Ende Juli hatte das Geschwader materielle Verluste von zehn, sieben und neun Totalverlusten in der I. bis III. Gruppe. Personell entstanden Verluste von 6/4 in der I., 5/1 in der II. und 5/5 in der III. Gruppe (tot/vermisst).
Anfang August lagen der Geschwaderstab und die drei Gruppen in Karatschew und Krasnowardeisk und stemmten sich gegen die sowjetische Smolensker Operation zur Befreiung des Gebietes um Smolensk. Weitere Einsatzgebiete waren der nördliche Bereich der Heeresgruppe Süd, im Bereich der 4. Panzerarmee, wo es sowjetischen Truppen gelang weite Gebiete östlich des Dnjepr zu befreien und einen Brückenkopf über den Fluss zu errichten.
Am 18. Oktober erfolgte die Umbenennung des Geschwaders in Schlachtgeschwader 1. Das bis dahin bestehende Schlachtgeschwader 1 wurde aufgelöst und die einzelnen Gruppen umbenannt.

## Kommandeure

### Geschwaderkommodore
| Dienstgrad     | Name           | Zeit                                |
| -------------- | -------------- | ----------------------------------- |
| Oberstleutnant | Eberhard Baier | 18. November 1939 bis 21. Juni 1940 |
| Major          | Walter Hagen   | 22. Juni 1940 bis 15. März 1943     |
| Major          | Gustav Preßler | 16. März 1943 bis 18. Oktober 1943  |

### Gruppenkommandeure
I. Gruppe
- Major Werner Rentsch, 1. Mai 1939 bis 18. Oktober 1939[88]
- Hauptmann Paul-Werner Hozzel, 18. Oktober 1939 bis Dezember 1941[89]
- Hauptmann Bruno Dilley, Dezember 1941 bis Dezember 1941[90]
- Hauptmann Helmut Sorge, Dezember 1941 bis 13. Januar 1942[91]
- Major Helmuth Krebs, 17. Juni 1943 bis 15. Juli 1943[92]
- Hauptmann Horst Kaubisch, 15. Juli 1943 bis 18. Oktober 1943[93]

II. Gruppe
- Hauptmann Anton Keil, 9. Juli 1940 bis 29. August 1941 †[94]
- Major Johann Zemsky, 1. September 1941 bis 12. Januar 1942[95]
- Oberleutnant Robert-Georg von Malapert-Neufville, 13. Januar 1942 bis 21. Mai 1942 †[96]
- Hauptmann Paul-Friedrich Darjes, 1. März 1942 bis 29. Mai 1942[97]
- Hauptmann Robert-Georg von Malapert-Neufville, 29. Mai 1942 bis August 1942[98]
- Major Alfred Druschel, August 1942 bis 9. Dezember 1942[99]
- Hauptmann Frank Neubert, 9. Dezember 1942 bis August 1943[100]
- Hauptmann Ernst Otto, August 1943 bis 24. September 1943
- Major Heinz Frank, 24. September 1943 bis 18. Oktober 1943[101]

III. Gruppe
- Hauptmann Helmut Mahlke, 9. Juli 1940 bis 19. September 1941[102]
- Major Peter Grassmann, 19. September 1941 bis 1. April 1943[103]
- Hauptmann Friedrich Lang, 1. April 1943 bis 18. Oktober 1943[104]

## Auszeichnungen
Bekannte Träger des Ritterkreuz des Eisernen Kreuzes oder höherer Stufen des Sturzkampfgeschwaders 1.
| Name                                   | Dienstgrad    | Einheit    | Ritterkreuz   | Eichenlaub    |
| -------------------------------------- | ------------- | ---------- | ------------- | ------------- |
| Bevernis, Heinz †                      | Oberfeldwebel | 7./StG 1   | 19. Sep. 1942 |               |
| Bleckl, Karl-Ludwig                    | Oberleutnant  | 7./StG 1   | 3. Nov. 1942  |               |
| Dieckwisch, Erwin-Peter                | Leutnant      | III./StG 1 | 15. Okt. 1942 |               |
| Fischer, Heinz †                       | Hauptmann     | 9./StG 1   | 25. Nov. 1942 |               |
| Grassmann, Peter                       | Hauptmann     | III./StG 1 | 22. Mai 1942  |               |
| Grenzel, Gerhard                       | Unteroffizier | 2./StG 1   | 8. Mai 1940   |               |
| Hachtel, August                        | Oberfeldwebel | 4./StG 1   | 6. Jan. 1942  |               |
| Hagen, Walter                          | Major         | Stab/StG 1 | 21. Juli 1940 | 17. Feb. 1942 |
| Hanne, Erich                           | Leutnant      | 7./StG 1   | 13. Aug. 1942 |               |
| Hozzel, Paul-Werner                    | Hauptmann     | I./StG 1   | 8. Mai 1940   |               |
| Keil, Anton                            | Hauptmann     | II./StG 1  | 19. Aug. 1940 |               |
| Klüber, Anton                          | Hauptmann     | 7./StG 1   | 16. Apr. 1943 |               |
| Lion, Karl-Hermann                     | Hauptmann     | 9./StG 1   | 4. Juni 1942  |               |
| Lorenz, Friedrich †                    | Hauptmann     | 1./StG 1   | 31. Juli 1943 |               |
| Mahlke, Helmut                         | Hauptmann     | III./StG 1 | 16. Juli 1941 |               |
| von Malapert-Neufville, Robert Georg † | Hauptmann     | II./StG 1  | 6. Aug. 1942  |               |
| Nordmann, Theodor                      | Leutnant      | 8./StG 1   | 17. Sep. 1941 | 16. März 1943 |
| Reusch, Ernst-Christian                | Oberleutnant  | 5./StG 1   | 3. Nov. 1942  |               |
| Joachim Rieger †                       | Oberleutnant  | 5./StG 1   | 19. März 1942 |               |
| Roka, Franz                            | Oberleutnant  | 6./StG 1   | 9. Okt. 1943  |               |
| Schäfer, Elmar                         | Oberleutnant  | 1./StG 1   | 8. Mai 1940   |               |
| Schairer, Hartmut                      | Oberleutnant  | 7./StG 1   | 30. Aug. 1941 |               |
| Schalanda, Hans                        | Oberleutnant  | 3./StG 1   | 3. Apr. 1943  |               |
| Schrepfer, Karl                        | Oberleutnant  | 6./StG 1   | 19. Juni 1942 |               |
| Schubert, Gustav                       | Oberfeldwebel | 9./StG 1   | 22. Mai 1943  |               |
| Zemsky, Johann                         | Hauptmann     | II./StG 1  | 4. Feb. 1942  |               |

## Bekannte Geschwaderangehörige
- Paul-Werner Hozzel (1910–1997), war als Brigadegeneral in der Luftwaffe der Bundeswehr, Chef des Stabes des Kommandos der Alliierten Streitkräfte Ostseezugänge
- Kurt Kuhlmey (1913–1993), war von 1968 bis 1971, als Generalmajor der Luftwaffe der Bundeswehr, Kommandeur des Lufttransportkommandos
- Helmut Mahlke (1913–1998), war von 1968 bis 1970, als Generalleutnant der Luftwaffe der Bundeswehr, Kommandierenden General der Luftwaffengruppe Nord
- Artur Pipan (1919–2009), war 1982 als Brigadier des österreichischen Bundesheeres Kommandeur des Fliegerregiments 2